# Werner Karg
Werner Karg (* 16. März 1950 in Bregenz) ist ein ehemaliger österreichischer Politiker (FPÖ), Handballspieler und Immobilienmakler. Er war von 1994 bis 1999 Abgeordneter zum Vorarlberger Landtag. 

## Ausbildung und Beruf
Karg absolvierte seine Pflichtschulzeit in Bregenz und erlernte danach den Beruf des Fliesenlegers bei der Firma A. Kempter in Bregenz. Er setzte seine berufliche Laufbahn als Fliesenlegergeselle bei der Firma Knapp
fort und war danach bei der Bausparkasse der Sparkassen teilzeitbeschäftigt. Daneben spielte er als Handballspieler beim FC Dornbirn in der obersten Handballliga. Vier Jahre lang spielte er beim Handballverein Voest Linz, zudem kam er zu Einsätzen in der Handballnationalmannschaft. Karg bildete sich durch verschiedene Kurse im Bereich Immobilien und Finanzierung weiter und arbeitete nach seiner sportlichen Karriere von 1980 bis 1990 als Zuständiger für den Wohnungsverkauf bei der Firma Rhomberg in Bregenz. 1990 machte er sich als Immobilienmakler selbständig.

## Politik und Funktionen
Karg trat 1990 der Freiheitlichen Partei bei und wurde am 27. April 1990 als Mitglied der Stadtvertretung  Bregenz angelobt. Er war dabei von 1990 bis 1995 sowie von 1999 bis 2000 Vorsitzender des Sportausschusses und von 1999 bis 2005 Vorsitzender des Hafen- und des Gesundheit-Soziales-Integration Ausschusses. Zudem fungierte er vom 29. Juni 1999 bis zum 3. Mai 2005 als Stadtrat für Musikschule, Gesundheitswesen und Hafenangelegenheiten. Karg schied per 14. März 2010 aus der Stadtvertretung Bregenz aus, nachdem er bereits 2005 aus der FPÖ ausgetreten war. Karg vertrat die Freiheitliche Partei vom 4. Oktober 1994 bis zum 4. Oktober 1999 im Vorarlberger Landtag und war Bereichssprecher für Sport innerhalb des FPÖ-Landtagsklubs.
Vor seinem Parteiaustritt war Karg vom 19. März 1999 bis April 2005 Stadtparteiobmann der FPÖ Bregenz und von März 1996 bis April 2005 Obmann-Stellvertreter der FPÖ Bezirksparteileitung. Des Weiteren war er Mitglied des Landesparteivorstandes und der Landesparteileitung der FPÖ Vorarlberg sowie Mitglied der FPÖ Bezirksparteileitung Bregenz.

## Privates
Werner Karg wurde als Sohn des kaufmännischen Angestellten Eugen Karg aus Bregenz und dessen Gattin Gertrud geboren. Er ist verheiratet und wurde 1994 Vater einer Tochter und 2001 Vater eines Sohnes.

## Auszeichnungen
- Ehrenmitglied des Handballclub SW Bregenz (1994)
- Goldenes Sportabzeichen des Landes Vorarlberg